# Viktor Haas
Viktor Haas (geboren 21. Juli 1882 in Krasna, Österreich-Ungarn; gestorben 12. Oktober 1964 in Smithwick, England) war ein österreichisch-tschechoslowakischer Arbeits- und Sozialrechtler und sozialdemokratischer Politiker. 

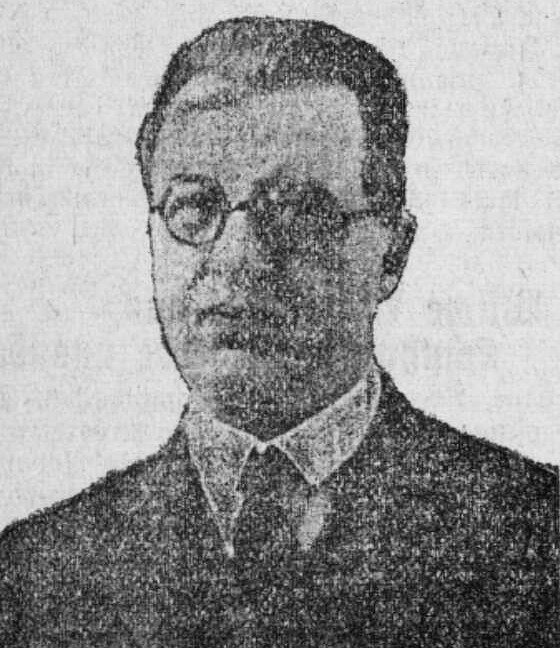
Viktor Haas (1932)

## Leben
Viktor Haas studierte von 1900 bis 1905 Rechtswissenschaft an der Universität Wien und wurde Rechtsanwalt und Rechtskonsulent für die Steinkohlenbergbau-Genossenschaft in Mährisch-Ostrau. Er war 1918 rechtlicher Initiator der österreichischen „Bruderlade Kriegsverordnung“.
In der Tschechoslowakei sorgte er 1922 für eine Reform der Bergarbeiterversicherung und wurde  1923 selbst zum Direktor der Revierbruderlade, in der 200.000 Arbeiter des Bergbaus knappschaftsversichert waren. Haas wurde Mitglied der Deutschen sozialdemokratischen Arbeiterpartei in der Tschechoslowakischen Republik (DSAP) und wurde 1920 bei den Parlamentswahlen in das Tschechoslowakische Abgeordnetenhaus gewählt und schied am Ende der Legislaturperiode 1925 aus. Im Parlament war er Vorsitzender des Immunitätsausschusses. 1931 war er als Sachverständiger an einer Sozialversicherungskonvention der Tschechoslowakei mit Österreich und dem Deutschen Reich beteiligt.
Haas floh bei der Zerschlagung der Tschechoslowakei 1939 nach Großbritannien und wirkte in der Exilregierung als Sachverständiger und war Mitglied der Treuegemeinschaft der DSAP. 1945 kehrte er in die Tschechoslowakei zurück und arbeitete im Ministerium für Volkswohlfahrt und Arbeit. Nach dem kommunistischen Umsturz 1948 emigrierte er erneut nach Großbritannien und lebte im Kohlerevier bei Cardiff.
Sein älterer Bruder Wilhelm Haas (1869–1941) wurde Rechtsanwalt und war ebenfalls in der österreichischen und tschechoslowakischen Sozialdemokratie engagiert, dessen Söhnen Dr. Fritz Haas und Dr. Otto Haas gelang 1940 die Flucht nach Brasilien.

## Schriften (Auswahl)
- Bruderladegesetz und Bruderlade-Kriegsverordnung. Rippel, 1917
- (Hrsg.): Das Arbeitsrecht in der tschechoslowakischen Republik. Komotau : Internat. Metallarbeiterverb., 1923
- Einheitliches Arbeitsrecht, 1926